# Israel Defense Forces
Israel Defense Forces (hebraisk: צבא ההגנה לישראל, tr. Tsva HaHagana LeYisrael, ofte forkortet med det hebraiske akronym צה"ל Tsahal, translitteration: Tzahal eller Zahal) forkortet IDF er den militære gren af det israelske forsvar. Det hører under Israel Security Forces, som er de organisationer, der er ansvarlige for Israels sikkerhed. Organisationerne er uafhængige, men samarbejder med hinanden. IDF betragtes som en af de bedst trænede operative militære tjenester i verdenen.
IDF blev oprettet efter grundlæggelsen af Israel i 1948 med elementer fra Haganah (specielt den operative gren Palmach) og Den Jødiske Brigade, som havde kæmpet under britisk flag i 2. verdenskrig. IDF anses i dag for et af de stærkeste militær i verden, hvilket først og fremmest skyldes massiv amerikansk støtte (i øjeblikket tre milliarder dollars om året. Næsten alle Israels kampfly, kamphelikoptere og transportfly er gaver fra USA).
Efter oprettelsen gik de to jødiske undergrundsorganisationer Irgun og Lehi ind i en løs sammenslutning med forsvaret, men fik tilladelse til at operere selvstændigt i nogle sektorer til slutningen af Uafhængighedskrigen, hvorefter de to organisationer blev opløst.
IDF er underlagt kommando af Israels demokratisk valgte regering og bekender sig i et og alt til Israels love. IDF's formål er at beskytte staten Israel og statens selvstændighed samt at forhindre fjendtlige kræfter i at forstyrre freden og sikkerheden i Israel.
IDF er organiseret under en fælles stab og har ingen selvstændige værn. Organisationen er inddelt i en landstyrke med infanteri, panser, artilleri og ingeniørtropper, Heyl Ha'Avir med jagerfly, kamphelikoptere, transporthelikoptere og transportfly samt Heyl Ha'Yam med patruljebåde, missilbåde og undervandsbåde. Dertil kommer bl.a. det militære efterretningsdirektorat Aman, logistik- og teknologidirektorat, militære domstole og militære skoler.
IDF består af et beskedent antal professionelle soldater, et stort antal værnepligtige og et endnu større antal reservister. Mændenes værnepligt varer 36 måneder og kvindernes 21 måneder og gælder jøder og drusere, men ikke kristne eller muslimer.
IDF er det eneste militær i verden, der har en form for ligeberettigelse mellem kønnene, når det gælder værnepligt. Der er kvinder i efterretningstjenesten og hemmelige operationer. Ligeledes er der kvindelige teknikere, radar-operatører, forsyningsfolk og sanitetsfolk. I de israelske flystyrker uddannes der kvindelige kamppiloter.
Når den egentlige værnepligt er overstået, bliver israelske mænd hvert år til 50-årsalderen ofte genindkaldt i op til en måned ad gangen. Den gruppe, de var indkaldt med, fortsætter sammen.

## Krige og konflikter
IDF har deltaget i følgende krige og konflikter:
- Uafhængighedskrigen 1948-49.
- Suez-krigen 1956.
- Seksdageskrigen 1967.
- Udmattelseskrigen 1969-70
- Yom Kippur-krigen 1973.
- Operation Entebbe 1976 – befrielsen af gidsler fra Idi Amin.
- Første Libanoninvasion 1978.
- Operation Babylon 1981 – ødelæggelsen af Osirak-reaktoren i Bagdad.
- Operation Fred i Galilæa 1982-85
- Operation Wooden Leg 1985 – bombningen af PLO's hovedkvarter i Tunesien.
- Første intifada 1987-93
- Anden intifada 2000
- Tredje Libanoninvasion 2006
- Israel-Hamaskrigen 2023

## Distinktioner
|                          |                          |                   |                   |                         |                         |                    |                    |                          |                          |                 |                 |               |               |                       |                       |                       |                             |                             |                             |
| Rav aluf Generalløjtnant | Rav aluf Generalløjtnant | Aluf Generalmajor | Aluf Generalmajor | Tat aluf Brigadegeneral | Tat aluf Brigadegeneral | Aluf mishne Oberst | Aluf mishne Oberst | Sgan aluf Oberstløjtnant | Sgan aluf Oberstløjtnant | Rav seren Major | Rav seren Major | Seren Kaptajn | Seren Kaptajn | Segen Premierløjtnant | Segen Premierløjtnant | Segen Premierløjtnant | Segen mishne Sekondløjtnant | Segen mishne Sekondløjtnant | Segen mishne Sekondløjtnant |

|             |             |             |             |             |             |               |               |               |               |             |             |         |         |         |         |          |          |
| Chefsergent | Chefsergent | Chefsergent | Chefsergent | Chefsergent | Chefsergent | Seniorsergent | Seniorsergent | Seniorsergent | Seniorsergent | Oversergent | Oversergent | Sergent | Sergent | Sergent | Sergent | Korporal | Korporal |